# Roy Hendriksen
Roy Pierre Vernond Hendriksen (Goirle, 21 januari 1969) is een Nederlands voormalig voetballer en huidig voetbaltrainer.

## Spelerscarrière
Hendriksen speelde in de jeugd bij VC Vlissingen, MV & AV Middelburg en RBC. Hij debuteerde bij RBC in het seizoen 1991/92 en stapte in 1994 over naar de amateurs van Hoek. Na een paar maanden legde Eindhoven hem vast en in de winterstop van het seizoen 1995/96 ging hij naar Cambuur Leeuwarden. Tussen 1999 en 2002 speelde Hendriksen voor BV Veendam en hij besloot zijn profloopbaan in 2005 bij Helmond Sport. Hij keerde terug bij Hoek maar na een half jaar ging hij wederom bij Helmond Sport spelen waar hij in 2007 zijn loopbaan definitief beëindigde.

## Trainerscarrière
Aansluitend werd hij trainer van Zeelandia Middelburg en in 2010 stapte hij over naar VC Vlissingen. Die baan combineerde hij met die van assistent-trainer bij RKC Waalwijk. Sinds 2011 was hij alleen nog werkzaam als assistent bij RKC Waalwijk. Met die club degradeerde hij op zondag 18 mei 2014 uit de erevisie na een nederlaag (over twee wedstrijden) tegen Excelsior in de play-offs. Hierna werd hij assistent van Ruud Brood bij het eveneens gedegradeerde N.E.C.. Met die club werd hij kampioen van de Eerste divisie 2014/15. In mei 2015 behaalde hij het diploma Coach Betaald Voetbal. Op 1 juni 2015 tekende hij een contract als assistent van Marinus Dijkhuizen bij Brentford FC dat uitkomt in de Football League Championship . Op 28 september werd het duo ontslagen.
Hendriksen gaat in juni 2016 voor het eerst als hoofdtrainer aan de slag, bij zijn oude club Helmond Sport. Hij tekende voor twee seizoenen. In november 2018 werd hij assistent van Marcel Keizer bij Sporting Clube de Portugal. Op 3 september 2019 werd zijn contract, in de kielzog van Keizer, beëindigd. In oktober 2019 volgde hij Keizer naar Al-Jazira in de Verenigde Arabische Emiraten.